# 血红蛋白浓度
血红蛋白浓度，又名血红蛋白含量(，简写Hb)，指每升全血中红细胞的血红蛋白的含量，单位为g/L。血红蛋白为血液携带氧气的运载工具，故此值可用于衡量贫血的程度。